# SHA-3
SHA-3 je kryptografická hašovací funkce, která byla určena v soutěži hledající nástupce starších funkcí SHA-1 a SHA-2 a organizované americkým Národním institutem standardů a technologie. Byla odvozena od vítězného algoritmu Keccak (zamýšlená výslovnost [kɛtʃak]IPA), jejími autory jsou Guido Bertoni, Joan Daemen, Michaël Peeters a Gilles Van Assche a její vítězství bylo oznámeno 2. října 2012.
Ostatní finalisty soutěže stejně jako starší SHA-2 překonal Keccak v rychlosti při implementaci v hardware. Při běhu na běžném procesoru Core 2 má rychlost zhruba 13 cyklů na bajt. Jeho další výhodou je princip zcela odlišný od SHA-2, což znamená, že průlomový pokrok, který by ohrozil bezpečnost jedné z funkcí, pravděpodobně neohrozí druhou z nich.
V rámci nadnárodně standardizovaných funkcí je jí nejbližší konkurencí funkce Stribog standardizovaná v roce 2012 rámci standardů GOST.
Standard definuje čtyři hašovací funkce:
- SHA3-224
- SHA3-256
- SHA3-384
- SHA3-512

a dvě XOF:
- SHAKE128
- SHAKE256